# Radiație termică
Radiația termică este radiația electromagnetică emisă de toate corpurile aflate în stare condensată, la temperaturi mai mari de zero absolut. Ea este generată de agitația termică a constituenților substanței (atomi, electroni, ioni) care sunt în același timp purtători de sarcini electrice. Legile lui Kirchhoff descriu proprietățile macroscopice ale interacției radiației termice cu substanța.
Pentru descrierea lor un rol central îl joacă radiația emisă de un corp perfect absorbant (corp negru). 
Spectrul radiației termice a corpului negru depinde numai de temperatura lui.
Interpretarea teoretică a emisiei corpului negru de către Max Planck în 1901 a reprezentat fundamentarea mecanicii cuantice, ca o ramură nouă a fizicii.
Radiația termică cuprinde toate frecvențele, însă - pentru o temperatură dată - atinge o intensitate maximă la o anumită lungime de undă. Când temperatura crește de la 3 K până la 7000 K, lungimea de undă pentru care se atinge maximul emisiei scade de la circa 1000 μm la aproximativ 0,4 μm (în conformitate cu legea de deplasare a lui Wien).
La temperaturi obișnuite, cea mai mare parte a spectrului radiației termice se află în domeniul infraroșu; acesta se deplasează către lungimi de undă mici pe măsură ce temperatura corpului crește.
Emisia radiației termice devine vizibilă în jurul temperaturii de 600 °C.
Radiația termică nu este polarizată (fiind produsă de sarcini electrice accelerate "haotic").

## Proprietăți
Radiația termică are o serie de proprietăți fizice dintre care se pot menționa:
- se emite pe toate frecvențele;
- este izotropă și omogenă;
- este nepolarizată.